# Burrill L. Crohn
Burrill L. Crohn (* 11. Januar 1934 in Frankreich; † 29. Oktober 2021 im Marin County, Kalifornien) war ein US-amerikanischer Filmemacher, der vor allem Dokumentarfilme über Jazzmusiker drehte.

## Leben und Wirken
Burrlll zog im Alter von sechs Jahren mit seinen Eltern nach New York City, wo er aufwuchs, seinen Abschluss am Goddard College machte.
Burrill war schließlich als Autor, Produzent, Regisseur, Kameramann und Cutter, in Kombination dessen als Dokumentarfilmer tätig, dessen Arbeiten über Jazz in großen Sendern auf der ganzen Welt im Fernsehen ausgestrahlt, auf zahlreichen Filmfestivals gezeigt und in der Library of Congress archiviert werden. Er schrieb, inszenierte und produzierte die siebenteilige Serie Women in Jazz, die von Carmen McRae und Marian McPartland erzählt wurde und die viele Jahre lang im A&E-Kabelnetz ausgestrahlt wurde.
Seine fünfteilige Serie History of Jazz, die von Wynton Marsalis, Branford Marsalis und Chick Corea erzählt wird und Interviews mit Jimmy Cobb, Elvin Jones und Reggie Workman über John Coltrane enthält, wurde auf Bravo Cable Network und PBS-Sendern in den USA ausgestrahlt, außerdem bei der BBC und Channel 4 in England, NHK in Japan und rund 35 weiteren Ländern weltweit. 1987 gewann Burrill für History of Jazz einen Cable Ace Award (inzwischen der Emmy). Weitere Musikdokumentationen Burrills waren The Spirit Travels, erzählt von Linda Ronstadt, der einen Blick auf ethnische Musik in Amerika warf, außerdem Joe Williams: A Portrait in Song, das ein Jahr vor dem Tod des Sängers Joe Williams bei einem Konzert mit dem Count Basie Orchestra gedreht wurde, und Speak to me of Love, Speak to me of Truth, ein Konzertfilm des Billy Harper Sextetts, und 60 Voices in der St. Peter’s Church in Manhattan im Dezember 2012. Später drehte er noch das Filmporträt Playing with Parkinson's über den Gitarristen Sangeeta Michael Berardi. In seinen späteren Jahren zog er nach Woodstock. In dem Kurzfilm Boxed In (Regie: Joy E. Reed) hatte er eine Nebenrolle.
Andere Musiker, mit denen Burrill zusammengearbeitet hat, waren David Fathead Newman, John Lindberg und Marilyn Crispell. Er war weiterhin Berater bei zwei Oscar-nominierten Dokumentarfilmen, A Great Day in Harlem und Dschingis Blues. Sein letztes Projekt, I Am Chagala, der von einem kenianischen Schamanen handelt, konnte er aufgrund der COVID-19-Pandemie nicht mehr realisieren.

## Filmographie
- 1984 History of Jazz (TV-Dokumentar-Serie)
- 1997 Joe Williams: A Portrait in Song (Dokumentarfilm)